# Provincies van Estland

Provinciekaart van Estland

Estland was tot 1 januari 2018 ingedeeld in vijftien provincies (maakond, meervoud: maakonnad).
| Provincie     | Hoofdstad  |
| ------------- | ---------- |
| Harjumaa      | Tallinn    |
| Hiiumaa       | Kärdla     |
| Ida-Virumaa   | Jõhvi      |
| Järvamaa      | Paide      |
| Jõgevamaa     | Jõgeva     |
| Läänemaa      | Haapsalu   |
| Lääne-Virumaa | Rakvere    |
| Pärnumaa      | Pärnu      |
| Põlvamaa      | Põlva      |
| Raplamaa      | Rapla      |
| Saaremaa      | Kuressaare |
| Tartumaa      | Tartu      |
| Valgamaa      | Valga      |
| Viljandimaa   | Viljandi   |
| Võrumaa       | Võru       |

De provincies bestonden uit gemeenten: landelijke gemeenten (vald) en stadsgemeenten (linn). Zes provincies (Hiiumaa, Jõgevamaa, Põlvamaa, Raplamaa, Saaremaa en Valgamaa) hadden enkel landgemeenten.
Sinds de bestuurshervorming van oktober 2017 vormt de provincie geen bestuurslaag meer; een provincie is slechts een geografische groepering van gemeenten. Op 1 januari 2018 hebben alle provinciale bestuursorganen hun activiteiten gestaakt.